# Hesmond
Hesmond è un comune francese di 156 abitanti situato nel dipartimento del Passo di Calais nella regione dell'Alta Francia.

## Storia

### Simboli
Il comune non ha adottato lo stemma della famiglia D'Hesmond (scaccato d'oro e di rosso, al quartier franco d'armellino) già ripreso dai comuni di Senlecques e di Saint-Michel-sous-Bois, anch'essi del Passo di Calais. Venne quindi scelto il vepre (in francese créquier) rosso in campo d'oro, simbolo di un'altra importante antica famiglia locale, i De Créquy-Hesmond che dominarono sul territorio dal XVI secolo fino alla Rivoluzione del 1789. Nell'inquartato è rappresentato anche il castello eretto da Claude de Créquy, detto il Giovane, che fu il primo della casata a divenire signore d'Hesmond avendo ricevuto questa terra nel 1584 in seguito al matrimonio con Anne de Bourbon-Vendôme. Il ramo dei De Créquy-Hesmond si estinse nel 1801 con la morte di Charles-Marie de Créquy-Hesmond, marchese d'Hesmond, che fece costruire l'attuale castello al posto del precedente.

## Società

### Evoluzione demografica
Abitanti censiti